# Erythrina addisoniae
Erythrina addisoniae är en ärtväxtart som beskrevs av John Hutchinson och John McEwan Dalziel. Erythrina addisoniae ingår i släktet Erythrina och familjen ärtväxter. Inga underarter finns listade i Catalogue of Life.